# Linia K-W

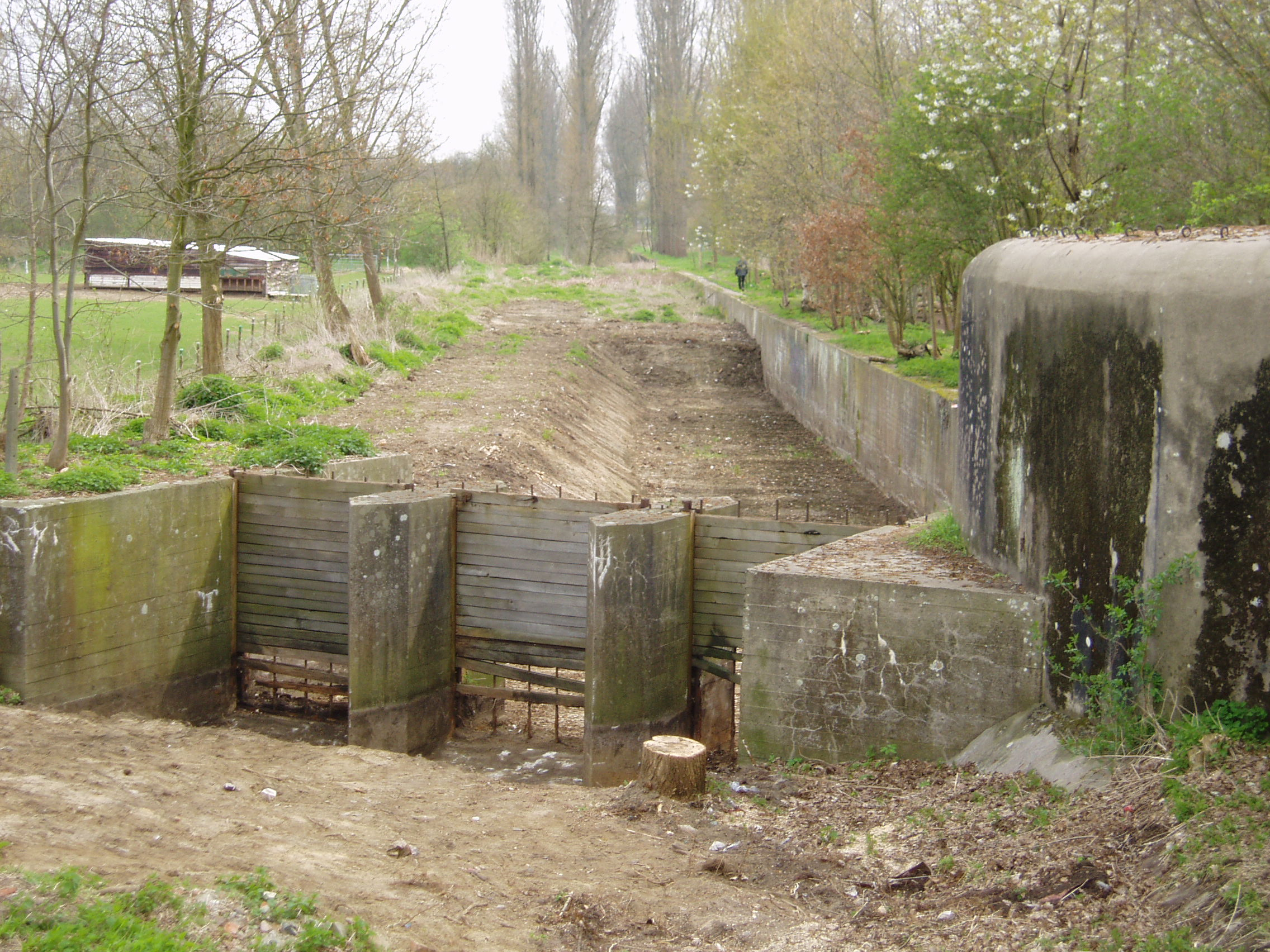
Imagine a buncărului H4 și a canalului utilizat pentru inundarea zonei în cazul unui atac al blindatelor, parte a Liniei K-W, lângă satul Haacht

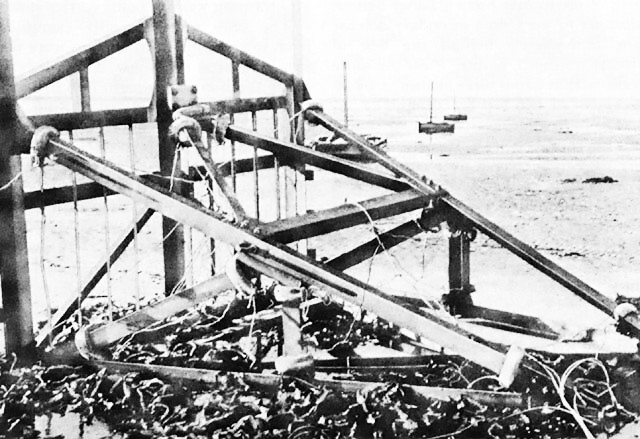
Element Cointet (Poartă belgiană)

Linia K-W, (abrevierea denumirii Linia Koningshooikt-Wavre,  a fost principala linie defensivă belgiană împotriva unui posibil atac al Germaniei (în special al blindatelor) în  ceea ce avea să fie cea de-a doua conflagrație mondială. Linia K-W a format alături de  Centura fortificată a Liègeului și de Reduta naționala de la Anvers coloana vertebrală a defensivei belgiene până în 1940.
Linia K-W,  cunoscută și ca Linia Dyle (Dijle-line, numită astfel după râul Dijle), sau ca Zidul de Oțel, a fost construită la propunerea Ministerului Apărării între septembrie 1939 și mai 1940.
Linia defensivă era formată din o serie de buncăre și baricade care se întindeau de la satul Koningshooikt până la orașul Wavre. Baricadele erau formate în principal din „elemente Cointet” , legate între ele cu cabluri, dar și din bucăți de șină de cale ferată, îngropate în poziție verticală în pământul mlăștinos, canale din beton inundate, sau tetrapozi („arici”) metalici.

## Strategia belgiană de apărare în 1940
Linia K-W a fost un element foarte important al sistemului belgian de apărare împotriva amenințării de invazia germană din 1940. Francezii și britanicii făcuseră la rândul lor planuri pentru deplasarea în teren a forțelor proprii în cazul în care Belgia a fost atacată.

### Linia de alertă
Această linie a avut drept scop principal să detecteze și să raporteze fiecare tentativă de atac al frontierei. Linia de alertă se întindea de-a lungul frontierei cu Olanda și Germania. Această linie a fost păzit de unități avansate ale brigăzilor teritoriale ale jandarmeriei, iar în Ardeni de unitățile de vânători de munte.. După căderea pozițiile strategice cum ar fi poduri, aceste trupe au avut ordin să se retragă în timp ce lupta incendii departe pentru a evita încercuirea.

### Linia avansată
Această linie a avut ca sarcină testarea capacității de luptă a trupelor germane și rezistența împotriva atacului acestora cât mai mult posibil, permițând astfel grosului forțelro proprii să își întărească pozițiile pe următoarea linie defensivă, cea de protecție. În plus, unitățile militare de pe linia avansată trebuiau să blocheze căile de comunicație și, la nevoie, să facă inutilizabile. Linia avansată se întinda de-a lungul frontierei, de la Antwerp la Arlon via Maaseik.   În Kempen, linia defensivă era plasată în spatele Canalului Dessel-Turnhout-Schoten și pe malul belgian al canalului Zuid-Willemsvaart. Această linie defenisivă era apărată de vânătorii de munte din Ardeni și de trupe de infanteriști pe biciclete.

### Linia de protecție
Această linie defensivă era apărată de 14 divizii, mai mult de o jumătate din efectivele totale ale armatei belgiene. Linia se întindea de-a lungul Canalului Albert, de-a lungul râului Meuse și se oprea la Namur. De-a lungul canalului Albert erau plasate bunkere la fiecare 600 m, dotate cu două mitraliere (care aveau linia de foc la nivelul apei din canal). Toate podurile erau minate, fuseseră montate obstacole antitanc iar terenurile joase fuseseră inundate.

### Linia de rezistență
Această linie defensivă, Linia K-W propriuzisă, pornea de la fortul Koninghooikt, parte a sistemului de fortificații ale Antwerpului, trecea pe lângă  Lier, mai departe spre Louvain, Wavre, Gembloux până la Rhisnes, unde se făcea legătura cu poziția fortificată de la Namur.
Aceasta era principala poziție defensivă belgiană, unde au fost poziționate principalele forțe aliate în vederea respingerii atacului german.

### Lucrările defensive din interiorul țării
Pentru întărirea apărării a fost construită Linia Wavre-Ninove, o linie continuă de obstacole antitanc și buncăre, (National Bolnetwerk), de-a lungul canalului Gand-Terneuzen (nefinalizat la acea dată). De asemenea fuseseră prevăzute lucrări de demolare și distrugere de-a lungul frontierei franceze (Semois, Sambre și canalul din Provincia Hainaut).

## În zilele noastre
În 2009, Regional Landschap Dijleland și grupul de lucru K.W.-Stelling a început alături de alți parteneri un proiect de identificare a construcțiilor liniei K-W care au resitat timpului. Accesul la aceste construcții a fost o prioritate a proiectului. A fost creat un site  cu informații generale și  o bază de date. De asemenea, a fost creată o pistă pentru biciclete de 30 km  de la Wespelaar la  Tildonk, Veltem-Beisem și Buken.